# Schendyla delicatula
Schendyla delicatula är en mångfotingart som beskrevs av Łukasz Kaczmarek 1969. Schendyla delicatula ingår i släktet Schendyla och familjen småjordkrypare.
Artens utbredningsområde är Bulgarien. Inga underarter finns listade i Catalogue of Life.